# 钝齿假具苞铃子香
钝齿假具苞铃子香（学名：Chelonopsis odontochila var. smithii）为唇形科铃子香属下的一个变种。

## 扩展阅读
- 維基物種上的相關：钝齿假具苞铃子香